# Рудольф Зібер (офіцер)
Рудольф Зібер (нім. Rudolf Siber; 11 травня 1889, Галле — 27 лютого 1965, Мадрид) — німецький офіцер, генерал-майор люфтваффе. Кавалер Німецького хреста в золоті.

## Біографія
В липні 1909 року вступив в частини зв'язку. Учасник Першої світової війни. 15 червня 1921 року вийшов у відставку. З вересня 1924 року — інструктор частин зв'язку аргентинської армії. В травні 1936 року звільнився. З 1 жовтня по 31 грудня 1936 року пройшов підготовку в авіаційному училищі зв'язку в Галле. 1 грудня 1936 року зарахований в люфтваффе. З 1 січня 1937 по 31 липня 1939 року служив в штабі легіону «Кондор», займався реорганізацією і будівництвом комунікацій армії Франсіско Франко. З 1 серпня 1939 року — керівник частин зв'язку при командувачі авіаційними частинами особливого призначення в Сілезії. 3 жовтня 1939 року відряджений в штаб 8-го авіакорпусу, а 15 листопада очолив частини зв'язку корпусу. Одночасно з 14 жовтня 1940 року — командир 38-го авіаполку зв'язку. З 8 липня 1942 року — керівник частин зв'язку 4-го авіакорпусу, з 18 листопада 1942 року — 4-го повітряного флоту. В лютому 1943 року поранений і відправлений на лікування. З 31 грудня 1943 року — вищий керівник частин зв'язку 2-го повітряного флоту. З 31 грудня 1944 року — інспектор проводів зв'язку при генералові військ зв'язку ОКЛ. 31 січня 1945 року відправлений в резерв ОКЛ і більше не отримав призначень. 8 травня 1945 року взятий в полон американськими військами. 27 червня 1947 року звільнений.

## Звання
- Фанен-юнкер (липень 1909)
- Фенріх (19 лютого 1910)
- Лейтенант (11 листопада 1910)
- Оберлейтенант (22 березня 1915)
- Гауптман (22 березня 1918)
- Майор (1 грудня 1936)
- Оберстлейтенант (1 березня 1939)
- Оберст (1 грудня 1940)
- Генерал-майор (1 липня 1944)

## Нагороди
- Залізний хрест 2-го і 1-го класу
- Почесний хрест ветерана війни з мечами
- Медаль «За вислугу років у Вермахті» 4-го і 3-го класу (12 років)
- Іспанський хрест в золоті з мечами
- Медаль «За Іспанську кампанію» (Іспанія)
- Застібка до Залізного хреста 2-го і 1-го класу
- Німецький хрест в золоті (8 червня 1942)
- Орден «За хоробрість» 3-го ступеня, 1-й клас (Третє Болгарське царство)